# ليام هاتشينسون
ليام هاتشينسون (بالإنجليزية: Liam Hutchinson)‏ هو لاعب كرة قدم بريطاني في مركز الوسط، ولد في 11 فبراير 1991 في Pontypridd ‏ في المملكة المتحدة. لعب مع هافرفوردويست ‏.

## وصلات خارجية
- ليام هاتشينسون على موقع قاعدة بيانات كرة القدم.إي يو (الإنجليزية)
- ليام هاتشينسون على موقع Soccerway.com (الإنجليزية)